# Microphaeochroops hirsutus
Microphaeochroops hirsutus är en skalbaggsart som beskrevs av Maurice Pic 1930. Microphaeochroops hirsutus ingår i släktet Microphaeochroops och familjen Hybosoridae. Inga underarter finns listade i Catalogue of Life.